# Scène côtière avec l'embarquement de saint Paul
Scène côtière avec l’embarquement de saint Paul ou Marine avec l’embarquement de saint Paul est une peinture à l'huile sur cuivre réalisée par le peintre français du baroque Claude Lorrain en 1654. Elle est conservée au Birmingham Museum & Art Gallery, à Birmingham (West Midlands), au Royaume-Uni.

## Historique de l'œuvre
Claude Lorrain est un peintre français établi en Italie. Appartenant à la période de l’art baroque, il s’inscrit dans le courant du classicisme français, dans lequel il excelle dans la peinture de paysage. Dans son œuvre, il reflète un nouveau concept dans l’élaboration du paysage en se basant sur des références classiques, le « paysage idéal », qui met en évidence une conception idéale de la nature et du monde intérieur de l’artiste. Cette façon de traiter le paysage lui donne un caractère plus élaboré et intellectuel et devient l’objet principal de la création de l’artiste, de la mise en forme de sa conception du monde, de son interprétation de sa poésie, qui évoque un espace idéal et parfait.
Cette œuvre est réalisée pour le chevalier romain Carlo Cardelli (1626-1662), un grand collectionneur d’art pour lequel il a également peint le Paysage avec l’adoration du veau d’or (1653, Staatliche Kunsthalle Karlsruhe) et le Paysage avec Jacob, Laban et ses filles (1654, National Trust, Petworth House, Petworth, West Sussex).
Le tableau est vendu sous le titre erroné d’Embarquement de sainte Paule en 1686, lors de la vente aux enchères londonienne Gibbons & Walton. Elle appartient au marquis de Lansdowne jusqu’en 1806, puis à Williams-Wynn jusqu’en 1947 et Crompton jusqu’en 1962.
Cette œuvre figure sous le numéro 132 dans le Liber Veritatis, le cahier de dessins où Claude notait toutes ses œuvres pour éviter les falsifications.

## Sujet
Le thème représenté correspond à l’un des derniers épisodes de la vie de saint Paul, raconté dans les Actes des Apôtres (27, 1-12) : après son arrestation à Jérusalem, Paul est jugé par le sanhédrin et remis aux autorités romaines. Paul fait alors appel à Jules César et est envoyé à Rome, réalisant un voyage hasardeux qui dure plusieurs mois. Selon les Actes des Apôtres, Paul et ses accompagnateurs partent de Césarée et s'arrêtent à Sidon, Chypre, Cilicie, Pamphylie, Lycie, Cnide et enfin à Lasae à cause du mauvais temps. Paul conseille d’y hiverner, mais l’officier romain qui le conduit et le capitaine du bateau décident de se diriger vers la baie crétoise de Fenice. C’est le moment dépeint dans le tableau : « En outre, quand le vent du sud souffla doucement, ils crurent qu’il pouvait être tenu pour accompli leur dessein, ils levèrent l’ancre et se rendirent en Crète près du rivage ».

## Description et analyse

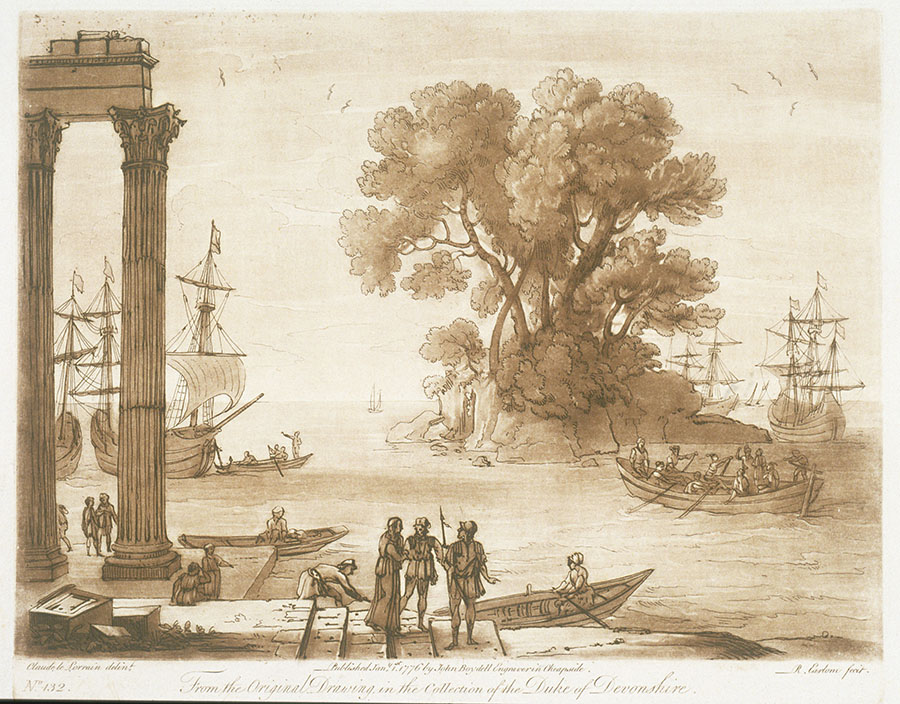
Dessin 132 du Liber Veritatis correspondant au tableau.

Ce paysage appartient à la période de maturité de l’artiste. À partir de 1650, Claude dérive vers un style plus serein, plus classique, avec une influence plus forte du Dominiquin. Le paysage s’inspire de plus en plus de la campagne romaine et utilise des tailles plus monumentales, avec un caractère plus scénographique et une composition plus complexe et élaborée.
Dans le tableau, saint Paul apparaît au bas de la toile avec l’officier romain et le capitaine, qui se dirigent vers une barque devant les conduire au bateau qui les attend. En bas à gauche, plusieurs autres personnes sont occupées dans leurs tâches ou bavardent entre elles. Sur le côté gauche se dressent deux grandes colonnes d’ordre corinthien, qui semblent correspondre à un édifice en ruines. Derrière ces colonnes se trouvent deux bateaux ancrés. Au centre-droit, de grands et majestueux arbres se dressent sur une île, en face de laquelle se trouve une barque avec des passagers. Sur la droite de l’île, il y a un bateau et, derrière elle, s’élèvent les mâts d’un autre. Le soleil se détache au centre-gauche, le soleil étincelant de l’aube, qui se reflète dans la mer ; un rayon de lumière part de ce reflet, qui pointe directement vers saint Paul.
La composition de cette œuvre est similaire à deux autres tableaux antérieurs de Claude, Le Port d'Ostie avec l'embarquement de sainte Paule (vers 1639, musée du Louvre, Paris) et Marine avec le débarquement d’Énée dans le Latium (1650, musée des Beaux-Arts Pouchkine, Moscou).
Deux dessins préparatoires sont conservés au musée Bonnat-Helleu de Bayonne et au Plymouth City Museum and Art Gallery à Plymouth (Royaume-Uni).